# 三浦桃香
三浦 桃香（みうら ももか、1999年2月12日 - ）は、宮崎県出身の女子ティーチングプロゴルファー。身長169cm。マネジメント契約先はスポーツビズ。

## 経歴
母親の影響で9歳からゴルフを始める。 ジュニア時代は「九州中学校選手権」などの大会で優勝。高校1年生の時にマンシングウェア東海クラシック、サマンサタバサ ガールズコレクション・レディーストーナメントに出場し、いずれもベストアマチュア賞を受賞。ジュニア時代は同じ九州地区にて勝みなみ（鹿児島県）、新垣比菜（沖縄県）と同世代（黄金世代）で競い合う間柄でもあった。
2018年日本女子プロゴルフ協会（JLPGA）主催のトーナメントにおけるシーズン前半戦の出場権を獲得。サイバーエージェントレディスゴルフトーナメントで7位タイなどの成績を残す。
2019年シーズンは、キャロウェイゴルフとクラブ・ボールの用具契約を締結。この年のプロテストを受験するも、途中棄権により不合格に終わる。ツアー出場権を争うQTの制度変更により、正会員でない選手はQTに出場することができず、また既にアマチュア資格を放棄していることから、主催者推薦であってもツアーに出場することができないため、2020年のトーナメントに出場することは不可能となった。一方で、三浦は原因不明の発疹などの体調不良を訴えており、来季休養も示唆していた。
しかし、2020年7月には「ゴルフサバイバル」（BS日テレ）に出場したほか、AbemaTVでは自らの冠番組「三浦桃香ゴルフリアリティ」が始まるなど、元気な姿を見せている。
2021年4月17日、BS-TBSの番組『裸のアスリート2』にて「紫外線アレルギーによる体調不良のため、ツアープロを断念する」ことを発表。三浦自身はティーチングプロ資格取得を目指す意向を持っており、今後もゴルフと関わっていくことを明らかにしていた。
2022年12月にティーチングプロテストに合格。これにより日本女子プロゴルフ協会にティーチングプロフェッショナル会員として2023年1月1日付で入会登録する。またティーチングプロとなったことによりJLPGAツアー・トーナメントクオリファイングトーナメントに出場することも可能となる。

## 主な戦歴

### アマチュア
- 2013年 九州中学校ゴルフ選手権 優勝
- 2015年 日本女子アマチュアゴルフ選手権 4位
- 2016年 全日本女子パブリックアマチュアゴルフ選手権 3位

### プロ
- 2018年 アクサレディスゴルフトーナメント 10位タイ
- 2018年 サイバーエージェントレディスゴルフトーナメント 7位タイ

## 契約先
- ウェア - デサント
- クラブ、ボール - キャロウェイゴルフ
- シューズ - ナイキ
- スポンサー - 全日本空輸、メルセデス・ベンツ、資生堂ジャパン、スタンレー電気
- 所属事務所 - スポーツビズ[8]

## 年度別成績
| 年 度  | 出場試合数 | 獲得賞金    | 賞金順位 | 最高成績 |
| ------ | ---------- | ----------- | -------- | -------- |
| 2018年 | 33試合     | 941万2999円 | 81位     | 7位タイ  |

## 出演

### テレビ番組
- ゴルフサバイバル（BS日テレ・2020年7月）
- 女子ゴルフペアマッチ選手権・シーズン3（BS朝日、2020年11月2日、12月14日）
- Good Luck!（とちぎテレビ、2021年1月1日 - 2021年2月26日、2021年5月7日 -）
- 三浦桃香のまるっと女子ゴルフ（スカイA、2021年7月22日 - ）
- バーディーラッシュ!!（第1・第2シーズン）（BSフジ、2021年10月5日 - 2022年3月22日）
- 三浦桃香にチャレンジゴルフ！（中海テレビ放送、2022年11月-）
- ダイアン津田のバーディーチャンすー（東海テレビ、2023年5月16日 -）
- 高島彩ゴルフはじめました。　(BSフジ、2023年6月9日-)

### ウェブテレビ
- 三浦桃香ゴルフリアリティ（AbemaTV、2020年7月25日 ⁻ 9月19日）[9]（全10回）